# De Beque
De Beque est une ville américaine située dans le comté de Mesa dans le Colorado.
Selon le recensement de 2010, De Beque compte 504 habitants. La municipalité s'étend sur 4,34 milles carrés (11,24 km2).
La ville est nommée en l'honneur du docteur Wallace De Beque.

## Démographie
| 1900 | 1910 | 1920 | 1930 | 1940 | 1950 |
| ---- | ---- | ---- | ---- | ---- | ---- |
| 83   | 149  | 292  | 347  | 280  | 253  |

| 1960 | 1970 | 1980 | 1990 | 2000 | 2010 |
| ---- | ---- | ---- | ---- | ---- | ---- |
| 172  | 155  | 279  | 257  | 451  | 504  |